# With a Little Help from My Friends
Cet article concerne la chanson des Beatles. Pour les autres significations, voir With a Little Help from My Friends (homonymie).
Singles de The Beatles
Back in the U.S.S.R. / Twist and Shout
(1976) Beatles Movie Medley / I'm Happy Just to Dance with You
(1982)
Pistes de 
Sgt. Pepper's Lonely Hearts Club Band
Sgt. Pepper's Lonely Hearts Club Band
(A1) Lucy in the Sky with Diamonds
(A3)
With a Little Help from My Friends est une chanson des Beatles, coécrite par John Lennon et Paul McCartney. Elle figure sur l'album Sgt. Pepper's Lonely Hearts Club Band sorti en 1967, dans l'enchaînement de la chanson-titre qui ouvre le disque. C'est la seule chanson de l'album chantée par Ringo Starr et également une des plus connues du batteur des Beatles. Elle a bénéficié de plusieurs reprises célèbres, notamment celle de Joe Cocker, immortalisée lors de son passage au Festival de Woodstock le 17 août 1969.

## Genèse
With a Little Help from My Friends fut spécialement écrite pour Ringo Starr par John Lennon et Paul McCartney. Ringo y endosse le rôle de Billy Shears, personnage présenté à la fin du titre précédent, Sgt. Pepper's Lonely Hearts Club Band, et membre de la fanfare imaginaire du Sgt. Pepper,. Elle reçut comme titre de travail Badfinger Boogie, ce qui servira d'inspiration pour le nom du groupe Badfinger. L'objectif de Lennon et McCartney était de créer une chanson à reprendre en chœur. With a Little Help from My Friends joue sur Sgt. Pepper's Lonely Hearts Club Band le rôle qu'avait quelques mois auparavant Yellow Submarine sur Revolver (1966).
Le groupe avait accepté qu'un journaliste les observe en train de composer. En l'occurrence, il s'agit de Hunter Davies, le biographe officiel du groupe, qui a assisté à la genèse de cette chanson. La chanson raconte une conversation entre le chanteur et un groupe de personnes en forme de « question-réponse ». Les trois autres Beatles chantent certaines lignes et Starr leur répond à la ligne suivante. Le groupe enregistra la chanson le même jour que la prise de la photo pour la couverture de l'album Sgt. Pepper. D'après Hunter Davies, lors de l'écriture de la chanson, Lennon et McCartney n'hésitaient pas, lorsqu'ils se trouvaient bloqués sur un des passages de la chanson, à s'amuser en reprenant quelques vieux standards du rock et même Can't Buy Me Love, avant de se remettre au travail. Une séance d'enregistrement pour la chanson étant prévue le soir où ils commencèrent la chanson, ils finirent les paroles au dernier moment aux studios Abbey Road.
Lennon et McCartney choisirent volontairement un registre vocal restreint pour ne pas forcer la voix de Starr, à l'exception de la dernière note qui fut travaillée par Paul McCartney avec Starr pour que celui-ci arrive à la chanter. Le batteur insista pour changer la première ligne qui était initialement « What would you do if I sang out of tune? Would you throw ripe tomatoes at me? » (« Que ferais-tu si je chantais faux ? Me jetterais-tu des tomates mûres ? ») dans le but d'éviter des jets de tomates lors des concerts — les Beatles avaient encore en mémoire les scènes d'hystérie collective de leurs concerts, durant lesquels les fans déchaînés leur lançaient des kilos de « jelly babies », une sorte de friandise, dont ils avaient eu le malheur de dire quelque peu avant dans une interview que c'était leur friandise préférée. Lennon et McCartney changèrent la phrase qui devint « Would you stand up and walk out on me? » (Te lèverais-tu et me laisserais-tu tomber ?).

## Enregistrement
L'enregistrement de la chanson commence le 29 mars 1967 sous le titre de travail Badfinger Boogie. Ce jour-là, dix prises instrumentales sont enregistrées, et une onzième est ajoutée avec les voix. Le lendemain, des overdubs sont effectués sur la prise 11 qui devient la piste finale. Paul McCartney enregistre sa partie de basse avec une Rickenbacker, seul dans la salle de contrôle du Studio 2 en compagnie des ingénieurs du son Geoff Emerick et Richard Lush et jusqu'au bout de la nuit. Il y met beaucoup d'attention, travaillant chaque note avec beaucoup de précision pour obtenir un résultat particulièrement remarquable.

## Fiche technique

### Interprètes
The Beatles

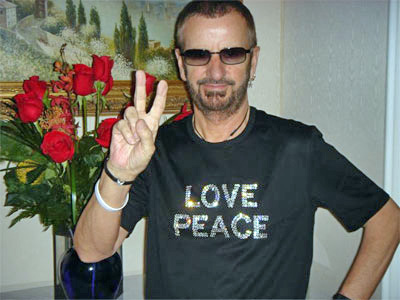
Ringo Starr, voix solo dans la chanson.

- Ringo Starr : chant, batterie, tambourin
- John Lennon : chœurs, cowbell
- Paul McCartney : chœurs, piano, basse
- George Harrison : choeurs, guitare solo

Crédits
- George Martin : orgue
- Geoff Emerick : ingénieur du son

## Paroles et musique
La chanson dans l'ensemble parle d'amitié, et contrairement aux rumeurs de l'époque, il n'y a aucune référence à la drogue. Au début, le chanteur est incertain et se demande si ses amis vont le quitter. Il dit se sentir mal lorsqu'il est seul sans personne, et se dit qu'il se sent mieux lorsque ses amis sont là et qu'ils lui remontent le moral.
Les acclamations de la foule mêlées à un chœur annonçant « Billy Shears ! » constituent l'introduction de la chanson. Ringo chante seul le premier couplet, soutenu par une ligne de basse entraînante, ainsi que le refrain — le chœur n'apparaissant qu'à la dernière ligne. Suit alors le second couplet, sous la forme d'une chanson à répondre, dans lequel Ringo pose une question au chœur, qui lui répond par une autre question, suivi d'un nouveau refrain, entièrement chanté cette fois par Ringo et le chœur. Vient ensuite le premier pont, dans lequel le chœur pose une question à Ringo, qui lui répond, suivi d'un troisième couplet dans le même style, puis du refrain. Enfin, un deuxième pont est enchaîné, similaire au premier, suivi d'un ultime refrain terminant la chanson. Ringo chante la dernière note avec force tandis que le chœur fait entendre sa dernière harmonie.

## Parution
Liée en segue avec la chanson titre du disque, mais un succès populaire tout de même, on entend ces deux pistes sur la compilation des meilleurs succès The Beatles 1967–1970 publié en 1973 et sur un 45 tours tardivement mis en marché le 30 septembre 1978.

## Reprises et utilisations

### La reprise de Joe Cocker
Singles de Joe Cocker
Marjorine
(1968) Delta Lady
(1969)
Pistes de 
With a Little Help from My Friends
Don't Let Me Be Misunderstood
(B2) I Shall Be Released
(B4)

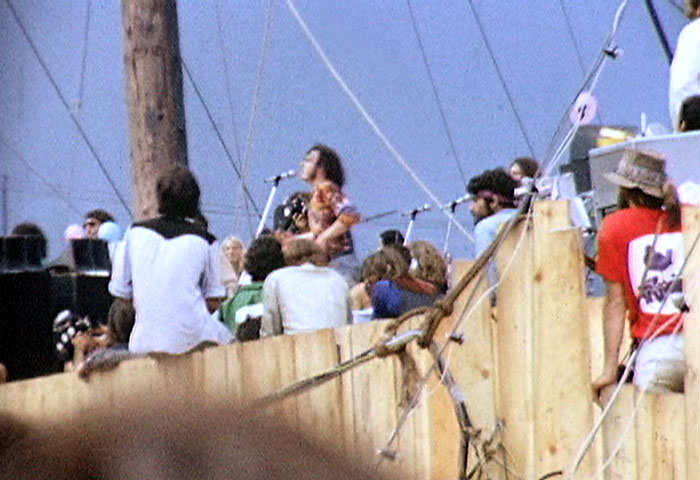
Joe Cocker à Woodstock.

La reprise la plus célèbre de la chanson est celle de Joe Cocker. Chantée sur un tempo beaucoup plus lent que l'originale, elle se classe à la première place des ventes britanniques à l'automne 1968. Cocker la joue aussi au Festival de Woodstock et en fait le titre de son premier album en 1969. Cette version sert de fond musical pour la série TV Les Années coup de cœur (The Wonder Years).
La version de Joe Cocker est sélectionnée par le Rock and Roll Hall of Fame, en 1995, comme l'une des « 500 chansons qui ont façonné le rock 'n' roll ».
Interprètes (en studio)
- Joe Cocker : chant
- Jimmy Page : guitare
- Chris Stainton : basse
- Tommy Eyre (en) : orgue
- B. J. Wilson : batterie
- Madeline Bell (en) : chœurs
- Rosetta Hightower (en) : chœurs
- Patrice Holloway (en) : chœurs
- Sunny Wheetman : chœurs

Interprètes (à Woodstock)
- Joe Cocker : chant
- Henry McCullough : guitare
- Chris Stainton : claviers
- Alan Spenner : basse
- Neil Hubbard : guitare rythmique
- Bruce Rowland : batterie

### Autres reprises
Elle a été reprise, en français, par Sacha Distel et Véronique Sanson sous le titre Avec un petit coup de main des copains et, en italien, par Adriano Pappalardo (dans le même style que Joe Cocker) sous le titre Un piccolo aiuto dai miei amici.
La version de Wet Wet Wet devient également un n°1 en Angleterre en 1988, tout comme celle de Sam and Mark en 2004. La version du groupe Young Idea atteint la dixième position avec cette chanson dès 1967. Elle fut aussi interprétée par Richie Havens, Ike & Tina Turner, Steve Cropper, The Bar-Kays, les Bee Gees, John Belushi, Carlos Santana, Sergio Mendes, Jeff Lynne (All This and World War II, 1976) et plusieurs autres.
En 2008, la chanson a été reprise par Joe Anderson, Jim Sturgess et Dorm Buddies dans le film Across the Universe.
En dévoilant l'iPhone en janvier 2007, le patron de la société Apple, Steve Jobs, utilisa Lovely Rita et With a Little Help from My Friends pour montrer à son assistance les fonctionnalités musicales de son nouvel appareil.
Amandine Bourgeois, la gagnante de la Nouvelle Star 2008 a fait une reprise très remarquée de cette version, provoquant même une standing ovation du jury, chose extrêmement rare dans cette émission.
Dans l'épisode Un ennemi très cher des Simpson (saison 5, épisode 19), la reprise de Joe Cocker sert de bande-son à un flashback, parodiant Les Années coup de cœur.
En 1994, le groupe allemand Wise Guys en fait une reprise a cappella pour leur premier album Dut-Dut-Duah! (de).
En 1996 elle est reprise par le chanteur de salsa Miles Peña sur son album Torbellino de amor.
Le groupe Toto interprète la chanson sur sa tournée 2022, le Dogz of Oz Tour, avec Joseph Williams au chant.